# Sofiane Diop
Sofiane Diop de son nom complet Sofiane Daouda Diop, né le 9 juin 2000 à Tours (France), est un footballeur international marocain qui évolue au poste de milieu offensif à l'OGC Nice.
Formé au Stade rennais FC, il fait ses débuts professionnels à l'AS Monaco à l'âge de 18 ans avant d'être prêté au FC Sochaux en Ligue 2. De retour de prêt à l'AS Monaco, il atteint la finale de la Coupe de France en 2021. En 2022, il s'engage pour cinq saisons à l'OGC Nice.
Natif de France et possédant également les nationalités marocaines et sénégalaises, il passe la majorité de sa carrière internationale junior avec l'équipe de France jusqu'aux espoirs. En 2023, il tranche définitivement en faveur du Maroc après avoir été contraint de faire un choix international entre ses trois pays.

## Biographie

### Enfance, famille et origines

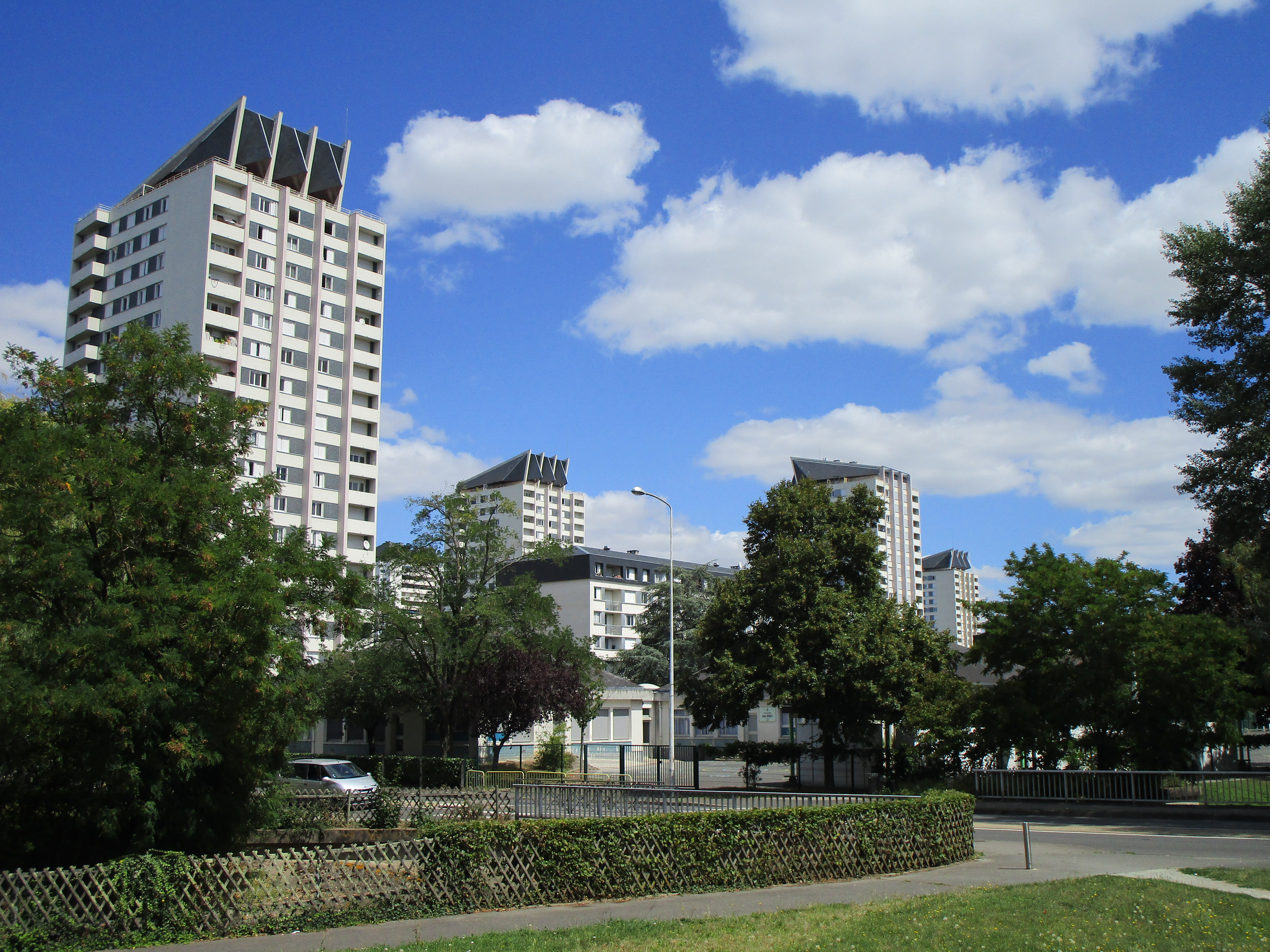
Quartier des Fontaines de Tours, où a grandi Sofiane Diop.

Originaire de Tours et ayant grandi dans le quartier des Fontaines, Sofiane Diop est issu d'une famille mixte : il est originaire à la fois du Sénégal par son père Manou Diop, et du Maroc par sa mère Leïla,. Leïla Diop est née à Romorantin-Lanthenay en France de parents marocains, tandis que Manou Diop a poursuivi ses études universitaires en provenance du Sénégal. Les parents de Sofiane se sont rencontré dans la même ville à Saint-Symphorien.
Il est né dans une famille de football, puisque son père lui aussi jouait au football au niveau amateur dans son pays natal. Son petit frère Edan Diop est également footballeur. Alors que Sofiane est encore enfant et orienté vers la musique et le saxophone, son père l'emmène chaque dimanche avec lui pour assister à ses matchs. Sofiane déclare à propos de cette époque : « J’étais trop petit pour jouer, car c’était des adultes. Je les regardais avec de grands yeux. Ça m’a direct plu et j’ai su le faire comprendre à mes parents. ».
Chaque été, Sofiane Diop est envoyé au Sénégal par son père pour rendre visite à la famille paternelle qui y réside. Une grande partie de la famille maternelle de Sofiane réside en France. Sofiane a été à l'école Giraudoux et ensuite, au collège Corneille, à Tours, combinant les études avec le football au Tours FC. Il est par la suite repéré par des scouts qui l'envoyant au pôle espoirs football de Châteauroux.

### En club

#### Formation au Stade rennais et débuts à l'AS Monaco (2015-2018)
Sofiane Diop est formé au Stade rennais, où le futur entraîneur de l'équipe première Julien Stéphan va plus particulièrement lui donner sa chance alors en équipe réserve. Alors que le Stade rennais lui propose de signer un premier contrat professionnel, Sofiane Diop refuse. Il explique plus tard lors d'une interview : « À Rennes, je n’ai pas senti un très gros engouement à l’idée que je puisse signer un contrat pro. En fait, ils m’ont proposé un contrat pro pour me le proposer. Parce qu’ils ont vu que beaucoup de clubs étaient intéressés. Je ne les ai pas sentis à fond. Quand j’ai rencontré les dirigeants de Monaco, j’ai tout de suite senti un truc. Quand ils parlaient, j’avais envie de les écouter, car ils avaient un discours qui accroche. ».
Il signe son premier contrat professionnel le 29 juin 2018 avec l'AS Monaco. Il fait ses débuts en match officiel le 4 août 2018 lors du Trophée des champions perdu 4-0 contre le Paris Saint-Germain. Il joue son premier match de Ligue des Champions en entrant en jeu contre le Club Bruges en lieu et place de Stevan Jovetic à la 12e minute, lors d'un match nul 1-1 le 24 octobre 2018.

#### Prêt au FC Sochaux-Montbéliard (2019-2020)
Ne figurant pas dans les priorités de l'entraîneur Léo Jardim, le 12 septembre 2019, Diop est prêté pour une saison au FC Sochaux-Montbéliard. Le 14 février 2020, il ouvre le score face au VAFC pour inscrire son premier but en professionnel, mais malheureusement, n'aidera pas son équipe à l'emporter, puisque les locaux gagneront 3-2. Sans être tonitruant, son passage à Sochaux est apprécié, son travail et son volume de jeu s'améliorant progressivement selon l'entraineur sochalien Omar Daf.

#### Retour de prêt à Monaco et révélation (2020-2022)
Il revient de son prêt en août 2020. Ecarté initialement du groupe professionnel, il est vite repéré par le nouvel entraîneur Niko Kovač, pour ne plus quitter le groupe. Il fait un excellent début de saison en participant à tous les matches, avec de réels progrès à la finition. Dès la 3e journée de Ligue 1, il ouvre la marque contre Nantes d'un enroulé en pleine lucarne sans contrôle. C'est son premier but en Ligue 1. Lors de la 10e journée de Ligue 1, il marque un but dans le derby contre l'OGN Nice après avoir intercepté la balle dans le camp niçois. Lors de la 12e journée de Ligue 1, il ouvre le score d'une volée puissante petit filet opposé contre le Nîmes Olympique, finalement, Monaco l'emportera 3-0 à domicile. Le 23 décembre 2020, il ouvre la marque contre l'AS Saint-Étienne en profitant d'une louche intelligente de son capitaine Wissam Ben Yedder et en contrôlant le ballon puis en le glissant sous le corps du gardien stéphanois.

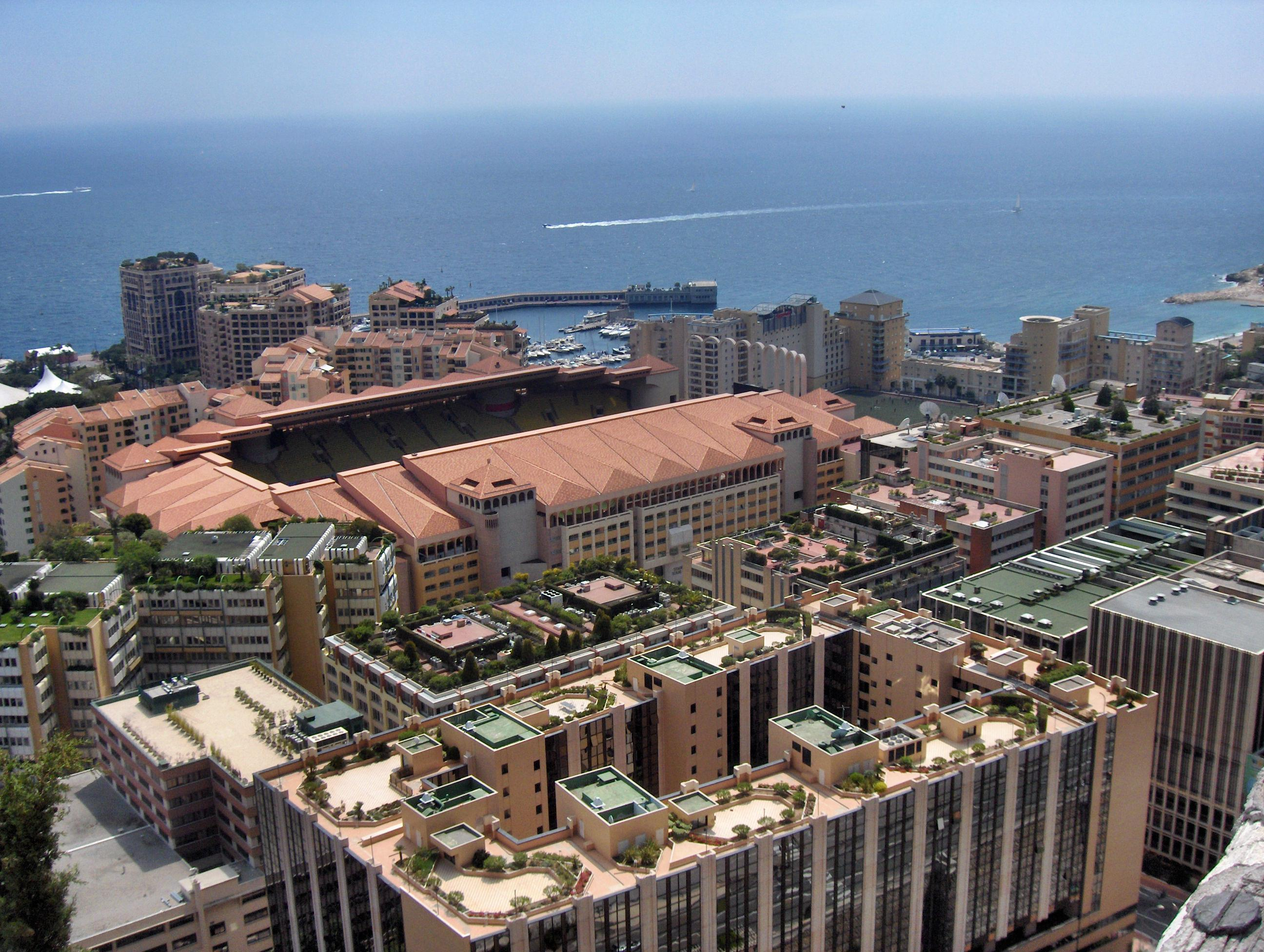
Diop dispute ses matchs à domicile au Stade Louis II de Monaco.

Omniprésent dans les matchs importants, il marque notamment d'une tête sur un centre de Ruben Aguilar au Parc des Princes et permet à Monaco de battre le Paris-Saint-Germain le 21 février 2019. Le 19 mars 2021, il récupère une passe hasardeuse d'un Stéphanois dans les 40 mètres du camp stéphanois, puis il avance avec le ballon et, enfin, lobe le gardien Jessy Moulin. C'est son septième but en Ligue 1. Lors de la victoire 2-0 sur Brest, il participe à son 50e match en Ligue 1 avec Monaco. Lors de la 33e journée de Ligue 1, il délivre une passe décisive de la tête pour Stevan Jovetic pour valider la victoire éclatante 3-0 sur le terrain des Girondins de Bordeaux. Sa belle saison 2020-2021 lui vaut d'être distingué au classement du meilleur espoir de la saison en Ligue 1, où il est classé 3e, derrière son coéquipier Aurélien Tchouaméni et le rennais Eduardo Camavinga.
Lors du premier match officiel de la saison, contre le Sparta Prague en tour préliminaire de la Ligue des Champions, il entre en jeu et offre une passe décisive de la tête pour Kevin Volland qui marque le but du 2-0, qui sera le score final du match. Lors du match retour, il entérine la victoire monégasque par un troisième but après avoir dribblé un défenseur adverse pour une victoire 3-1 sur Prague. Contre l'ESTAC, lors de la 4e journée, il marque un doublé et offre la victoire à l'ASM. Puis, contre le Clermont Foot, le 26 septembre 2021, il marque son troisième but de la saison en championnat Lors de la 9e journée de Ligue 1, il obtient un pénalty contre les Girondins de Bordeaux et permet à Monaco de gagner sur le score de 3-0. Lors d'une victoire 2-1 sur le terrain du PSV Eindhoven, il offre la victoire à l'AS Monaco en marquant son cinquième but de la saison toutes compétitions confondues. Les 16e et 17e journées de Ligue 1, il marque ses 4e et 5e buts de la saison,. Il sert involontairement Kevin Volland pour le but de la victoire contre le Stade Rennais pour le compte de la 19e journée de Ligue 1. Lors de la 21ème journée de Ligue 1, il ouvre le score pour l'AS Monaco en marquant du gauche sontre le Clermont Foot 63. Le 30 janvier, il marque un nouveau but lors du huitième de finale contre le RC Lens sur la première passe décisive de Jean Lucas sous les couleurs de Monaco. La semaine suivante, il offre une passe décisive à Wissam Ben Yedder lors de la victoire monégasque contre l'Olympique Lyonnais. Cette deuxième partie de saison est plus difficile pour lui, car son nouvel entraîneur, Philippe Clément ne semble pas disposer à lui accorder beaucoup de temps de jeu et il perd progressivement sa place dans le onze de départ.
La saison 2022-2023 commence bien pour lui puisqu'il rentre en jeu lors du premier match officiel de son équipe contre le PSV Eindhoven en barrage de la Ligue des Champions. Puis, il marque son premier but de la saison dès la 1ère journée de Ligue 1 à bout portant et participe à la victoire in extremis 2-1 contre Strasbourg.

#### OGC Nice (depuis 2022)
Ne semblant pas entrer dans les plans de Philippe Clement à l'AS Monaco, il signe à l'OGC Nice le 29 août 2022, pour un montant estimé de 22 millions d'euros et une durée de cinq saisons. Sous la houlette de Lucien Favre, il hérite du no 10.
Le 4 septembre 2022, il dispute son premier match avec le club face à l'AS Monaco en remplaçant Nicolas Pépé à la 76e minute à l'Allianz Riviera (défaite, 0-1). Quatre jours plus tard, il reçoit sa première titularisation avec le club dans le cadre d'un match de Ligue Europa Conférence contre le FC Cologne (match nul, 1-1). Le 13 octobre, il inscrit son premier but avec le club en Ligue Europa Conférence face au FC Slovácko grâce à une passe décisive de Joe Bryan (défaite, 1-2),. Le 3 mars 2023, à l'occasion d'un match de championnat contre l'AJ Auxerre, il se blesse et est contraint de sortir, endurnat une indisponibilité de deux mois. En fin de saison 2022-2023, l'OGC Nice atteint la neuvième place au classement de la Ligue 1, les quarts de finale de la Ligue Europa Conférence (éliminé par le FC Bâle).
Le 11 août 2023, il dispute son premier match de la saison 2023-2024 contre LOSC Lille en entrant en jeu à la 57e minute à la place de Jérémie Boga (match nul, 1-1).

### En équipe nationale

#### Avecles Bleuets(2018-2023)
En février 2018, il reçoit une première convocation en sélection avec la France -18 ans sous la houlette de Lionel Rouxel. Le 7 février 2018, il entre en jeu à la 71e minute en remplaçant Aurélien Tchouaméni dans le cadre d'un match amical contre l'Italie -18 ans (match nul, 1-1). En mars, en l'espace de trois jours, il dispute une double confrontation contre l'Allemagne -18 ans. Titularisé lors du premier match (match nul, 2-2), il entre en jeu lors du deuxième match à la dernière minute du match qui a lieu à Markranstädt (victoire, 2-4).
Toujours sous Lionel Rouxel, il monte en catégorie et est convoqué en septembre 2018 avec la France -19 ans. Pour son premier match en amical contre la Slovénie -19 ans, il inscrit son premier but international à la 15e minute du match avant de céder sa place à Charles Abi (match nul, 3-3). Un mois plus tard, il dispute 90 minutes lors d'un match amical contre l'Arménie -19 ans (victoire, 0-4). Le 17 novembre, à l'occasion des qualifications à l'Euro -19 ans, il entre en jeu contre la Lituanie -19 ans en remplaçant Goduine Koyalipou et inscrit un but à la 87e minute de jeu (victoire, 7-0). Le 20 novembre face à la Belgique -19 ans, toujours dans le cadre des qualifications à l'Euro, il entre en jeu à la 57e minute en remplaçant Claudio Gomes à la suite d'un choix tactique. Lors de ce match, il écope d'un carton jaune en même temps que son adversaire Loïs Openda à la 89e minute (match nul, 2-2).

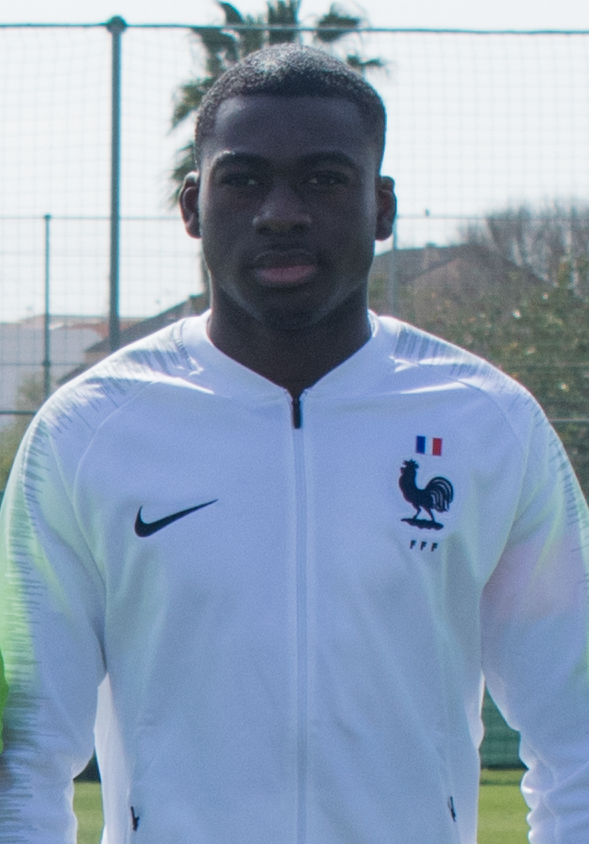
Diop est coéquipier de Youssouf Fofana (ici en 2019) avec la France espoirs.

Après à peu près d'un an d'absence de sélection nationale, il est appelé pour la première fois par Bernard Diomède pour figurer sur sa liste des joueurs sélectionnés pour la France -20 ans pour des matchs amicaux. Le 15 novembre 2019, il entre en jeu à la 72e minute en remplaçant Youssouf Fofana (victoire, 4-0). Quatre jours plus tard, contre les Pays-Bas -20 ans, il remplace Amine Gouiri à la 82e minute (victoire, 2-1).
En septembre 2021, il est appelé pour la première fois par Sylvain Ripoll avec la France espoirs pour les qualifications à l'Euro espoirs. Disputant son premier match contre la Macédoine espoirs, il délivre une passe décisive lors de son deuxième match contre les îles Féroé espoirs sur le seul but français inscrit par Amine Gouiri. Lors de sa troisième sélection, il marque de l'extérieur de la surface contre l'Ukraine espoirs grâce à une passe décisive d'Adrien Truffert au Stade Francis-Le Blé (victoire, 5-0). Disputant 63 minutes contre la Serbie espoirs, il enchaîne un mois plus tard avec un match remarquable, inscrivant deux buts et délivrant trois passes décisives contre l'Arménie espoirs. Lors de ce match, il est entouré d'Arnaud Kalimuendo, Maxence Caqueret ou encore Enzo Le Fée au Stade des Alpes (victoire, 7-0).
Plus tard, en mars 2022, il entre en jeu lors d'un amical contre l'Irlande du Nord espoirs en remplaçant Eduardo Camavinga à la 58e minute, inscrit un but à la 65e minute sur une passe décisive d'Enzo Le Fée, avant de lui même délivrer une passe décisive sur le troisième but inscrit par Amine Gouiri (victoire, 5-0). En juin 2022, il dispute trois matchs de qualification à l'Euro espoirs avant de recevoir l'Allemagne espoirs et la Belgique espoirs en amical en septembre 2022.
En juin 2023, il n'est finalement pas repris par Sylvain Ripoll pour disputer l'Euro espoirs en Roumanie et en Géorgie,. À la suite de sa non-sélection avec la France espoirs, Sofiane Diop envisage alors de faire un choix externe que la France, se tournant vers ses deux pays d'origine : le Sénégal et le Maroc, dont la Fédération royale marocaine de football (FRMF) qui contacte régulièrement le joueur et sa famille afin de les convaincre d'une carrière internationale avec les Lions de l'Atlas.

#### Entre la France, le Sénégal et le Maroc
Âgé de 23 ans en 2023, Sofiane Diop est désormais contraint de faire un choix international entre la France (son pays natal), le Sénégal (pays de son père) et le Maroc (pays de sa mère). Cependant, le jeune prodige possède les trois nationalités, mais reste Français en ce qui concerne sa nationalité sportive aux yeux de la FIFA. Lors d'une interview datant de deux ans auparavant, il déclare à propos de ses racines : « Elles m’influencent depuis tout petit. Mes origines marocaines viennent de ma mère. Sa famille est quasiment toute en France. On s’est toujours souvent réunis. Quant au Sénégal, j’y allais chaque été vacances pendant deux mois. Le Maghreb a toujours sorti des joueurs très techniques. Le football africain est intense. Il y a de l’impact. La détermination est énorme. Il y a de très grands joueurs, de classe internationale. Au Sénégal, il y a Sadio Mané, Idrissa Gueye. Au Maroc, c’est pareil : Hakim Ziyech, Achraf Hakimi... ». Cependant, le joueur priorise la France, sans pour autant fermer la porte à quelconque nation.

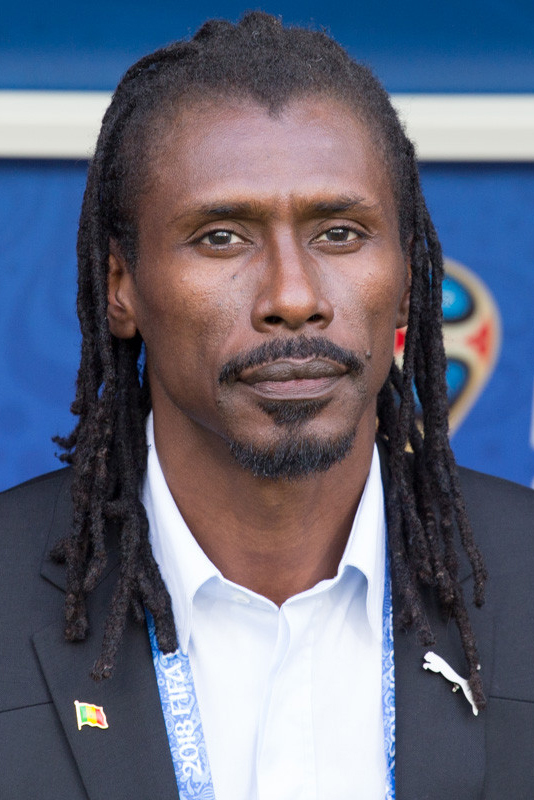
Aliou Cissé (ici en 2018) tente de convaincre Diop de jouer pour le Sénégal.

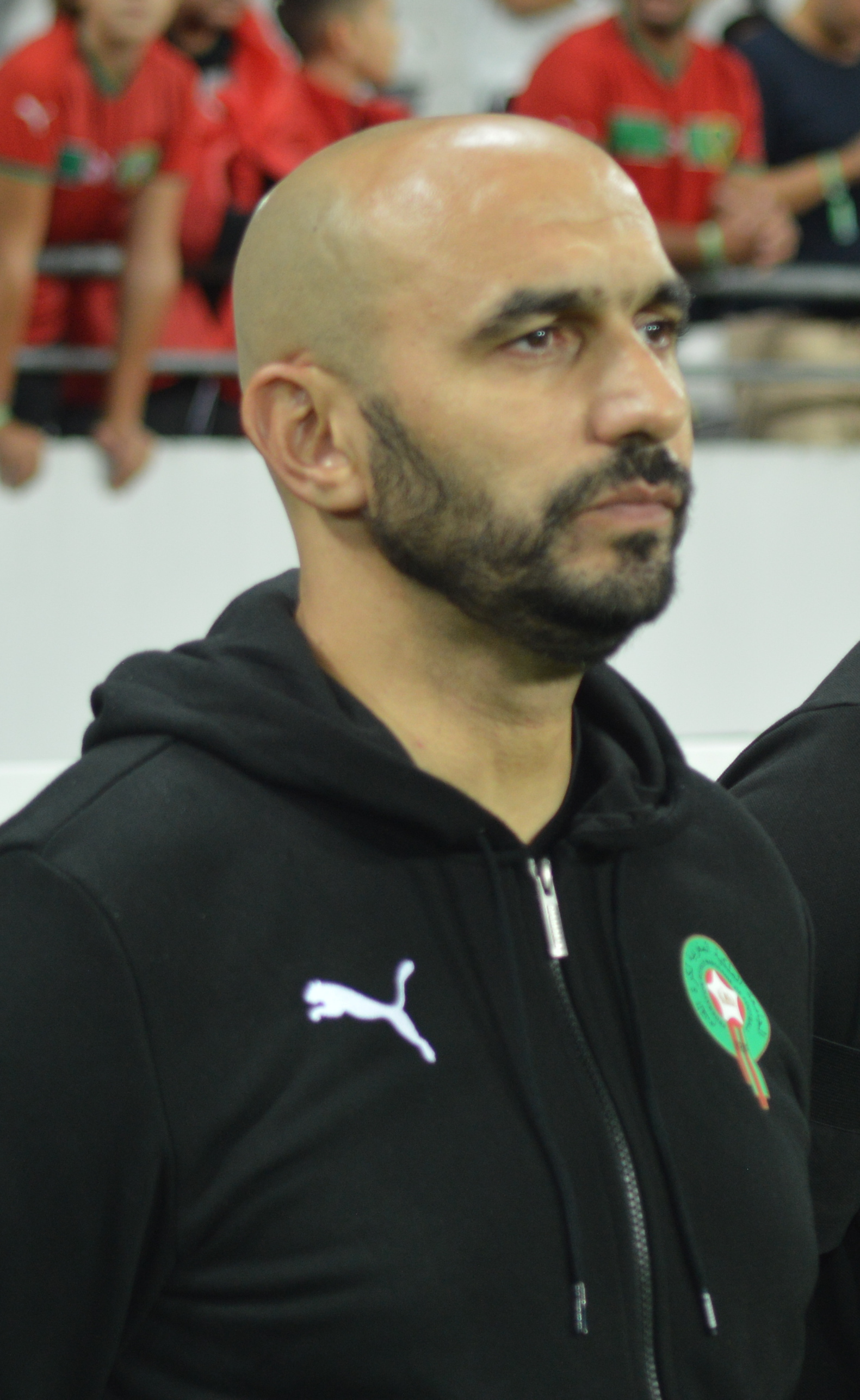
Walid Regragui (ici en 2023) tente de convaincre Diop de jouer pour le Maroc.

Ayant reçu un appel privé d'Aliou Cissé concernant une potentielle convocation avec l'équipe du Sénégal, le sélectionneur sénégalais déclare plus tard à la presse : « Je l’ai appelé et on a discuté. C’est vrai, cela fait longtemps que je ne l’ai plus appelé parce que je veux lui laisser le temps de bien réfléchir, s’il veut venir en équipe nationale ou non. Les joueurs qui viennent en équipe nationale doivent venir avec une motivation. Il ne s’agit pas d’aller supplier un joueur. On ne va courir derrière personne. »,. Quant au Maroc, le président de la fédération Fouzi Lekjaa engage son sélectionneur Walid Regragui pour entamer des discussions avec la famille du joueur, tentant même de les inviter au Maroc pour une visite au Complexe Mohammed VI de football.
En août 2023, des sources sénégalaises révèlent le choix de Sofiane Diop, priorisant l'équipe du Sénégal. Cependant, Nice-Matin révèle une interview exclusive, relayée par la presse française où Sofiane Diop déclare : « Mon père est Sénégalais, ma mère est Marocaine, et je suis né en France. Ce n’est pas la situation la plus favorable pour prendre une décision, surtout quand on parle de la championne en titre de la Coupe du monde, du demi-finaliste de ce Mondial (2022) et du Champion d'Afrique. ».
Alors qu'il n'est plus sélectionnable avec la France espoirs et à l'approche de la Coupe d'Afrique des nations qui a lieu en Côte d'Ivoire en janvier 2024, Sofiane Diop est désormais contraint de faire un choix internationale entre ses trois pays. Il décide alors de prendre le téléphone pour appeler Walid Regragui et lui révéler son choix international définitif en faveur du Maroc,,. Il s'absente ensuite de toutes les listes de sélections nationales en juin, septembre et octobre.

#### Débuts avec le Maroc sous Regragui (depuis 2023)
Le 9 novembre 2023, il figure officiellement sur la liste de Walid Regragui pour jouer avec le Maroc un match de qualification à la Coupe du monde 2026 contre la Tanzanie à Dar es Salam,,,. Sa présence sur la liste définitive du Maroc est révélé via une conférence de presse tenue par le sélectionneur marocain qui explique : « C'est un joueur qui sait jouer dans le milieu, dans les ailes et en numéro 10. C'est bien qu'il intègre le groupe pour le connaître avant la CAN. Quant à sa sélection pour la Coupe d'Afrique, seul Dieu le sait mais en tout cas, il mérite aujourd'hui d'être parmi nous. ». Plus tard dans la journée, Sofiane Diop publie à l'aide d'un communiqué sur son compte Instagram : « Je suis fier d'intégrer la sélection marocaine et de rejoindre les Lions de l'Atlas. Cette décision est le reflet de mes racines marocaines et de mon attachement profond à ce pays. Je suis fier de pouvoir représenter le Maroc, sa culture riche, son histoire et son peuple. ». Faisant ses premières séances d'entraînement au Maroc, il déclare lors d'une interview avec la presse de la fédération : « Je suis très honoré d'être parmi l'équipe. Ça représente beaucoup de travail et de sacrifice et je suis très heureux d'être là aujourd'hui. J'ai suivi le parcours de cette équipe (ndlr : en Coupe du monde 2022) et aujourd'hui je suis très honoré de pouvoir la rejoindre. C'est une fierté pour toute ma famille. J'ai hâte de me montrer sur le terrain. ».

## Style de jeu et personnalité
Droitier et petit de taille (1 mètre 75), il peut évoluer dans tous les fronts de l'attaque : dans les ailes et dans le poste de milieu offensif. Le style de jeu de Sofiane Diop se caractérise par sa propension à offrir des passes dans l'espace, exploitant les ouvertures et créant des opportunités pour ses coéquipiers. Il affectionne également les tirs de loin, démontrant sa capacité à prendre des initiatives et à tenter sa chance de loin pour surprendre les gardiens adverses. Cependant, il est important de noter qu'il a tendance à commettre fréquemment des fautes, probablement liées à son engagement et à sa volonté de récupérer le ballon.
Dans ses propres mots, Sofiane Diop révèle une mentalité axée sur l'auto-exigence. Il admet que les éloges extérieurs ne suffisent pas à le satisfaire, étant davantage concentré sur ses propres standards. Il se juge sévèrement, analysant chaque action, chaque passe, et chaque perte de balle, déterminé à améliorer constamment son jeu. Sa focalisation sur les statistiques démontre son désir de laisser une empreinte décisive dans chaque match, dépassant ainsi la simple reconnaissance du talent individuel. Il reconnaît son rôle potentiel de leader, mais reconnaît également les défis associés à cette responsabilité en l'absence des leaders habituels de l'équipe.
Dans ses réflexions, Sofiane Diop dévoile l'influence de plusieurs joueurs sur son jeu, reconnaissant l'impact de Yacine Brahimi dans les comparaisons faites à ses débuts à Rennes. Il admet l'importance de s'inspirer de joueurs évoluant dans des championnats différents pour enrichir son style de jeu, notamment des footballeurs évoluant ou ayant évolué à l'AS Monaco, tels que Thomas Lemar et Bernardo Silva. Malgré les différences, notamment au niveau du pied dominant, il puise des enseignements de leur jeu pour perfectionner le sien. Le fait qu'il se soit identifié à une action similaire à celle de Bernardo Silva et qu'il ait choisi d'étudier ses mouvements pour s'en inspirer démontre sa volonté d'apprentissage continu.

## Statistiques

### Statistiques détaillées
| Saison                | Club                          | Championnat           | Championnat | Championnat | Championnat | Coupe nationale | Coupe nationale | Coupe nationale | Coupe de la Ligue | Coupe de la Ligue | Coupe de la Ligue | Supercoupe | Supercoupe | Supercoupe | Compétition(s) continentale(s) | Compétition(s) continentale(s) | Compétition(s) continentale(s) | Compétition(s) continentale(s) | Total | Total | Total |
| Saison                | Club                          | Division              | M.          | B.          | P.d.        | M.              | B.              | P.d.            | M.                | B.                | P.d.              | M.         | B.         | P.d.       | Comp.                          | M.                             | B.                             | P.d.                           | M.    | B.    | P.d.  |
| 2018-2019             | AS Monaco                     | Ligue 1               | 13          | 0           | 0           | 1               | 0               | 0               | 3                 | 0                 | 0                 | 1          | 0          | 0          | C1                             | 4                              | 0                              | 0                              | 22    | 0     | 0     |
| 2020-2021             | AS Monaco                     | Ligue 1               | 32          | 7           | 1           | 3               | 0               | 1               | -                 | -                 | -                 | -          | -          | -          | -                              | -                              | -                              | -                              | 35    | 7     | 2     |
| 2021-2022             | AS Monaco                     | Ligue 1               | 30          | 6           | 4           | 4               | 1               | 0               | -                 | -                 | -                 | -          | -          | -          | C1+C3                          | 4+7                            | 1+1                            | 1+1                            | 45    | 9     | 6     |
| 2022-2023             | AS Monaco                     | Ligue 1               | 1           | 1           | 0           | -               | -               | -               | -                 | -                 | -                 | -          | -          | -          | C1                             | 2                              | 0                              | 0                              | 3     | 1     | 0     |
| Sous-total            | Sous-total                    | Sous-total            | 76          | 14          | 5           | 8               | 1               | 1               | 3                 | 0                 | 0                 | 1          | 0          | 0          | -                              | 17                             | 2                              | 2                              | 105   | 17    | 8     |
| 2019-2020             | FC Sochaux-Montbéliard (prêt) | Ligue 2               | 16          | 1           | 1           | -               | -               | -               | -                 | -                 | -                 | -          | -          | -          | -                              | -                              | -                              | -                              | 16    | 1     | 1     |
| 2022-2023             | OGC Nice                      | Ligue 1               | 22          | 1           | 4           | 1               | 0               | 0               | -                 | -                 | -                 | -          | -          | -          | C4                             | 5                              | 1                              | 0                              | 28    | 2     | 4     |
| 2023-2024             | OGC Nice                      | Ligue 1               | 10          | 0           | 0           | -               | -               | -               | -                 | -                 | -                 | -          | -          | -          | -                              | -                              | -                              | -                              | 10    | 0     | 0     |
| 2024-2025             | OGC Nice                      | Ligue 1               | 28          | 6           | 4           | 3               | 0               | 1               | -                 | -                 | -                 | -          | -          | -          | C3                             | 7                              | 0                              | 2                              | 38    | 6     | 7     |
| 2025-2026             | OGC Nice                      | Ligue 1               | 1           | 0           | 0           | -               | -               | -               | -                 | -                 | -                 | -          | -          | -          | C1                             | 2                              | 0                              | 0                              | 3     | 0     | 0     |
| Sous-total            | Sous-total                    | Sous-total            | 61          | 7           | 8           | 4               | 0               | 1               | -                 | -                 | -                 | -          | -          | -          | -                              | 14                             | 1                              | 2                              | 79    | 8     | 11    |
| Total sur la carrière | Total sur la carrière         | Total sur la carrière | 153         | 22          | 15          | 12              | 1               | 2               | 3                 | 0                 | 0                 | 1          | 0          | 0          | -                              | 31                             | 3                              | 4                              | 200   | 26    | 21    |

### En sélection française
Le tableau suivant liste les rencontres de l'équipe de France des catégories des jeunes dans lesquelles Sofiane Diop a été sélectionné du 2 septembre 2021 au 26 septembre 2022.
| Catégorie      | Date              | Lieu                        | Adversaire        | Résultat | Minutes | Compétition                          | Buts | Passes | Capitaine | Club      |
| -------------- | ----------------- | --------------------------- | ----------------- | -------- | ------- | ------------------------------------ | ---- | ------ | --------- | --------- |
| France espoirs | 2 septembre 2021  | Stade Marie-Marvingt        | Macédoine du Nord | 3 – 0    | 90 min  | Éliminatoires de l'Euro espoirs 2021 | 0    | 0      | Non       | AS Monaco |
| France espoirs | 6 septembre 2021  | Gundadalur                  | Îles Féroé        | 1 – 1    | 81 min  | Éliminatoires de l'Euro espoirs 2021 | 0    | 1      | Non       | AS Monaco |
| France espoirs | 8 octobre 2021    | Stade Francis-Le Blé        | Ukraine           | 5 – 0    | 59 min  | Éliminatoires de l'Euro espoirs 2021 | 1    | 0      | Non       | AS Monaco |
| France espoirs | 12 octobre 2021   | Stade du Partizan           | Serbie            | 0 – 3    | 63 min  | Éliminatoires de l'Euro espoirs 2021 | 0    | 0      | Non       | AS Monaco |
| France espoirs | 11 novembre 2021  | Stade des Alpes             | Arménie           | 7 – 0    | 90 min  | Éliminatoires de l'Euro espoirs 2021 | 2    | 3      | Non       | AS Monaco |
| France espoirs | 16 novembre 2021  | Stade national Toše-Proeski | Macédoine du Nord | 0 – 1    | 68 min  | Éliminatoires de l'Euro espoirs 2021 | 0    | 0      | Non       | AS Monaco |
| France espoirs | 24 mars 2022      | Stade de l'Épopée           | Îles Féroé        | 2 – 0    | 64 min  | Éliminatoires de l'Euro espoirs 2021 | 0    | 0      | Non       | AS Monaco |
| France espoirs | 28 mars 2022      | Stade de l'Épopée           | Irlande du Nord   | 1 – 1    | 32 min  | Match amical                         | 1    | 1      | Non       | AS Monaco |
| France espoirs | 2 juin 2022       | Stade des Alpes             | Serbie            | 2 – 0    | 24 min  | Éliminatoires de l'Euro espoirs 2021 | 0    | 0      | Non       | AS Monaco |
| France espoirs | 6 juin 2022       | FFA Academy Stadium         | Arménie           | 1 – 4    | 72 min  | Éliminatoires de l'Euro espoirs 2021 | 0    | 0      | Non       | AS Monaco |
| France espoirs | 9 juin 2022       | ES Kadıoğlu                 | Ukraine           | 3 – 3    | 10 min  | Éliminatoires de l'Euro espoirs 2021 | 0    | 0      | Non       | AS Monaco |
| France espoirs | 23 septembre 2022 | MDCC-Arena Magdeburg        | Allemagne         | 0 – 1    | 17 min  | Match amical                         | 0    | 0      | Non       | OGC Nice  |
| France espoirs | 26 septembre 2022 | Stade du Hainaut            | Belgique          | 2 – 2    | 59 min  | Match amical                         | 0    | 0      | Non       | OGC Nice  |

## Palmarès

### En club
Alors qu'il vient de faire ses débuts en professionnel avec l'AS Monaco, il entre en jeu dans le cadre de la finale du Trophée des champions en 2018 (défaite, 0-4). Sofiane Diop atteint également la finale de la Coupe de France en 2021 à laquelle il ne prend pas part.
| AS Monaco                                  |
| ------------------------------------------ |
| - Trophée des champions - Finaliste : 2018 |

## Philanthropie
En dehors du terrain, il se distingue aussi par le biais d'une action solidaire menée à Tours, sa ville natale avec, notamment, l'aide de sa maman. En effet, lors du week-end du match de son équipe contre le LOSC lors de la saison 2020-2021, une distribution de produits d'alimentation et de produits de première nécessité organisée par le footballeur pour les habitants du quartier du Sanitas à Tours a eu lieu. Cette action a notamment pu être menée avec le concours de l'association B.L.O, créée par son ami Malamine Doumbouya, lui aussi footballeur.